# لامار ألكسندر
أندرو لامار ألكسندر الابن (بالإنجليزية: Lamar Alexander)‏ (ولد في 3 يوليو 1940) وهو سياسي أمريكي يشغل حاليا منصب السيناتور الأمريكي الأعلى عن ولاية تينيسي، وهو المقعد الذي شغله منذ عام 2003، وهو أيضا عضو في الحزب الجمهوري، وهو أيضا الحاكم الخامس والأربعين لولاية تينيسي من 1979 إلى 1987، ووزير التعليم الخامس للبلاد في الفترة من 1991 إلى 1993.
ولد ألكسندر في مرفيل، تينيسي، وتخرج من جامعة فاندربيلت وكلية الحقوق بجامعة نيويورك. بدأ عمله القانوني الخاص في ناشفيل، وترشح لمنصب حاكم تينيسي في عام 1974، ولكن هزم على يد الديمقراطي راي بلانتون. ترشح ألكسندر لمنصب الحاكم مرة أخرى في عام 1978، وهزم خصمه الديمقراطي في هذه المرة. وفاز بإعادة انتخابه في عام 1982، وكان رئيسا للجمعية الوطنية للحكام في الفترة من 1985 إلى 1986.
شغل ألكسندر منصب رئيس جامعة تينيسي من عام 1988 حتى عام 1991، ثم قبل تعيينه وزيرا للتعليم في عهد الرئيس جورج بوش الأب. وسعى ألكسندر إلى الترشح للرئاسة في الانتخابات التمهيدية للجمهوريين عام 1996، لكنه انسحب قبل الانتخابات التمهيدية التي جرت يوم الثلاثاء. وسعى إلى الترشح مرة أخرى في الانتخابات التمهيدية للجمهوريين عام 2000، لكنه انسحب بعد عرض ضعيف في استطلاع آيوا.
في عام 2002، فاز ألكسندر بانتخابات مجلس الشيوخ ليخلف السناتور المتقاعد فريد تومبسون. هزم ألكسندر عضو الكونغرس إد براينت في الحزب الجمهوري الابتدائي وعضو الكونغرس بوب كليمنت في الانتخابات العامة. شغل منصب رئيس المؤتمر الجمهوري في مجلس الشيوخ من 2007 إلى 2012. شغل ألكسندر منصب رئيس لجنة الصحة والتعليم والعمل والمعاشات في مجلس الشيوخ منذ عام 2015. وقدم قانون نجاح كل طالب، الذي حل محل قانون عدم ترك أي طفل في عام 2015.

## روابط خارجية
- لامار ألكسندر على موقع IMDb (الإنجليزية)
- لامار ألكسندر على موقع الموسوعة البريطانية (الإنجليزية)
- لامار ألكسندر على موقع مونزينجر (الألمانية)
- لامار ألكسندر على موقع إن إن دي بي (الإنجليزية)